# Jan Hendrik Weissenbruch
Hendrik Johannes Weissenbruch (Haia, 19 de junho de 1824 – Haia, 24 de março de 1903), mais conhecido como Jan Hendrik Weissenbruch, foi um pintor holandês da Escola de Haia. Ele é conhecido especialmente por suas aquarelas.

## Biografia

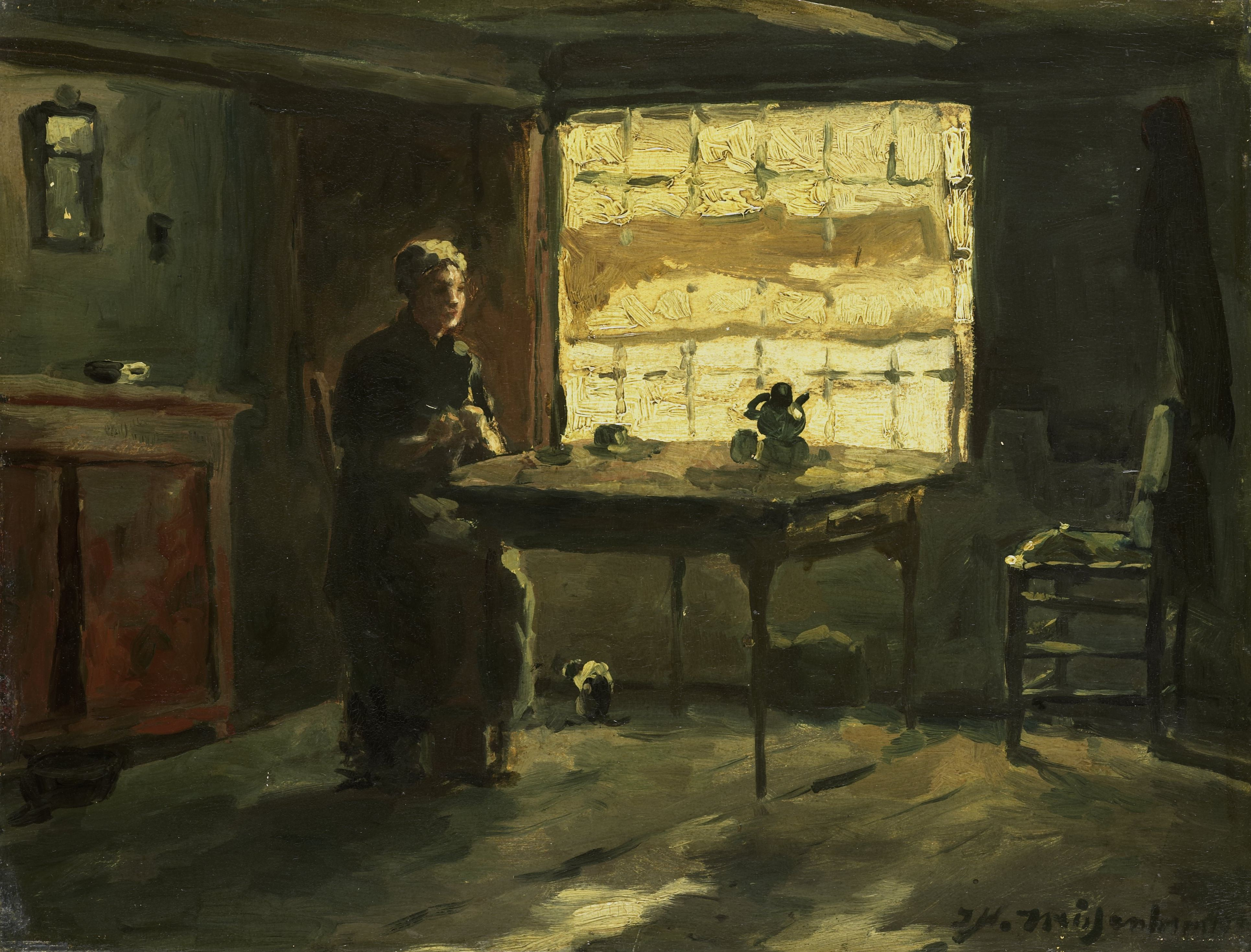
Interior da quinta, óleo sobre painel, entre 1870 e 1903.Rijksmuseum, Amsterdam.

Hendrik Johannes Weissenbruch, também conhecido como Jan Hendrik, nasceu em Haia em 19 de junho de 1824, segundo filho de Johannes Weissenbruch e Johanna Hendrika Zaag. Ele veio de uma família artística. Seu pai, Johannes, chef e dono de restaurante, pintava nas horas vagas e colecionava arte em pequena escala. Entre a coleção de Johannes estavam obras de Andreas Schelfhout e Bartholomeus van Hove. O primo de Johannes, Jan (1822 a 1880), foi um conhecido pintor de paisagens urbanas. Outro primo Frederik Hendrik (1828-87) era litógrafo, enquanto seu irmão mais novo Frederik Johan, seu tio Daniel e seu sobrinho Isaac (1826-1912) eram gravadores.
Quando Jan tinha dezesseis anos, ele recebeu aulas de desenho de Johannes Low. Em 1843, ele teve aulas noturnas ministradas por Bartholomeus van Hove na Academia de Arte de Haia. Durante o dia, Weissenbruch trabalhou no estúdio de Van Hove, junto com Johannes Bosboom e Salomon Verveer, ajudando na confecção de cenários para o Royal Theatre.
Os primeiros trabalhos de Weissenbruch mostraram a forte influência do pintor romântico Andreas Schelfhout. A influência de Schelfhout pode ser vista nas primeiras paisagens de Weissenbruch, pintadas em detalhes precisos. Seus céus magníficos e nublados mostram sua admiração pelo artista do século XVII Jacob van Ruisdael, cujo trabalho ele viu desde cedo em Mauritshuis em Haia. Quando ele foi convidado para ter aulas com este artista muito famoso, seu amigo mais velho, Bosboom, o aconselhou a não aceitar. "Não posso simplesmente dizer 'não, obrigado' a Schelfhout!", balbuciou Weissenbruch. Em seguida, Bosboom disse: "Você deveria fazer isso, Weiss! Você tem que aprender a se manter por conta própria e ver com seus próprios olhos". Em 1847, Weissenbruch expôs pela primeira vez na exposição de Living Masters, e se tornou um dos fundadores do Pulchri Studio.
Em 1849, dois anos depois de Weissenbruch encenar sua primeira exposição, o Museu Teylers em Haarlem adquiriu uma de suas paisagens panorâmicas. No entanto, esse sucesso inicial não durou muito. Apesar do prestígio que conquistou entre seus colegas, ele não alcançou reconhecimento público até o final da década de 1880. Durante esse período intermediário, Weissenbruch passou de pintor característico do Romantismo holandês a um dos melhores representantes da Escola de Haia. As suas animadas paisagens dunares levaram a uma série de impressões atmosféricas dos pólderes holandeses, nas quais o artista deu especial atenção à sua representação do céu nublado com as suas luzes e sombras e a dinâmica dos ventos permanentes. O contraste do céu com a água também é muito importante para ele. Assim, ele pertencia a Escola Kortenhoef, uma das seguidoras da Escola Oosterbeek. Essas belas paisagens a óleo e aquarela foram pintadas, quase sem exceção, com pinceladas livres e delicadas.

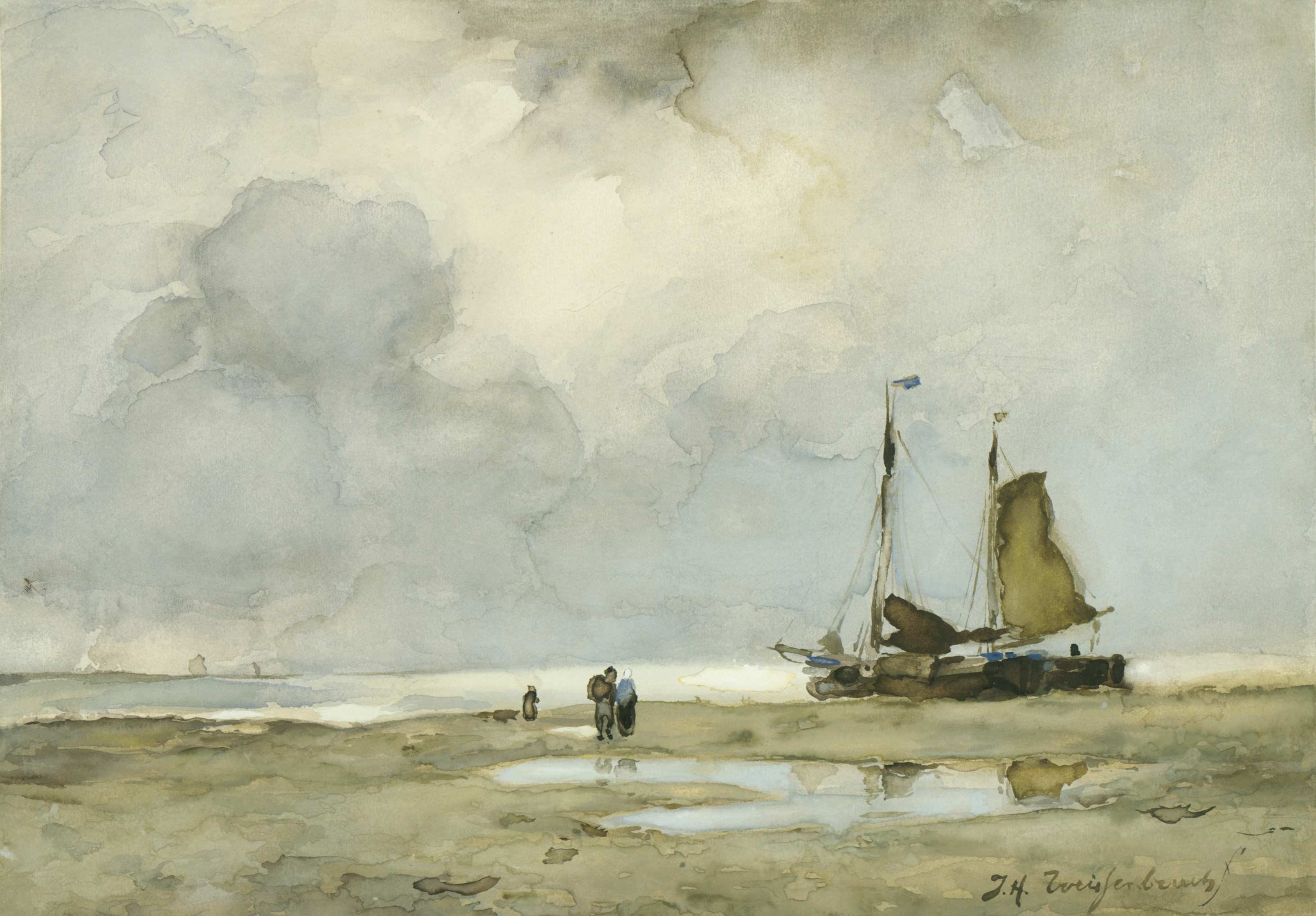
Jan Weissenbruch (1895): Strandgezicht Rijksmuseum, Amsterdã

O céu acima dos pôlderes começou a desempenhar um papel mais importante. Seu uso de cores tornou-se gradualmente mais restrito e sua aplicação de tinta cada vez mais ampla e solta. Isso tornava suas paisagens mais atmosféricas, portadoras de luz e nuvens. Ele enfatizou a importância de ambos os elementos quando disse: 
"O céu em uma pintura, isso é o mais importante! O céu e a luz são os grandes mágicos. O céu determina o que é a pintura. Os pintores nunca prestam muita atenção para o céu. Vivemos da luz e do sol, e seguimos com ou palheta pelos períodos de seca."
Weissenbruch gostava de trabalhar ao ar livre no campo. Ele geralmente encontrava seus súditos na área ao redor de Haia, onde morava, raramente indo para longe de casa. Porém, em 1900, aos setenta anos, ele fez uma viagem para Barbizon, onde pintou sua famosa cena na floresta. A viagem a Barbizon deve ter sido uma espécie de peregrinação para ele, pois foi nesta área que os pintores franceses, por volta de 1830, começaram a pintar em grande escala ao ar livre. Esses 'pintores de Barbizon' buscaram uma representação natural da paisagem, prestando especial atenção ao ambiente e à luz. A natureza para Weissenbruch também era de extrema importância.

## Pinturas

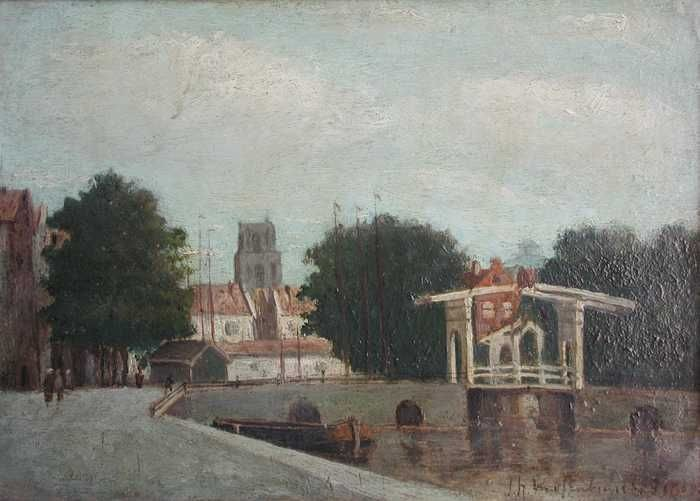
Vista do porto e da ponte Leuve em Rotterdam, 1859, pintura a óleo em painel de madeira
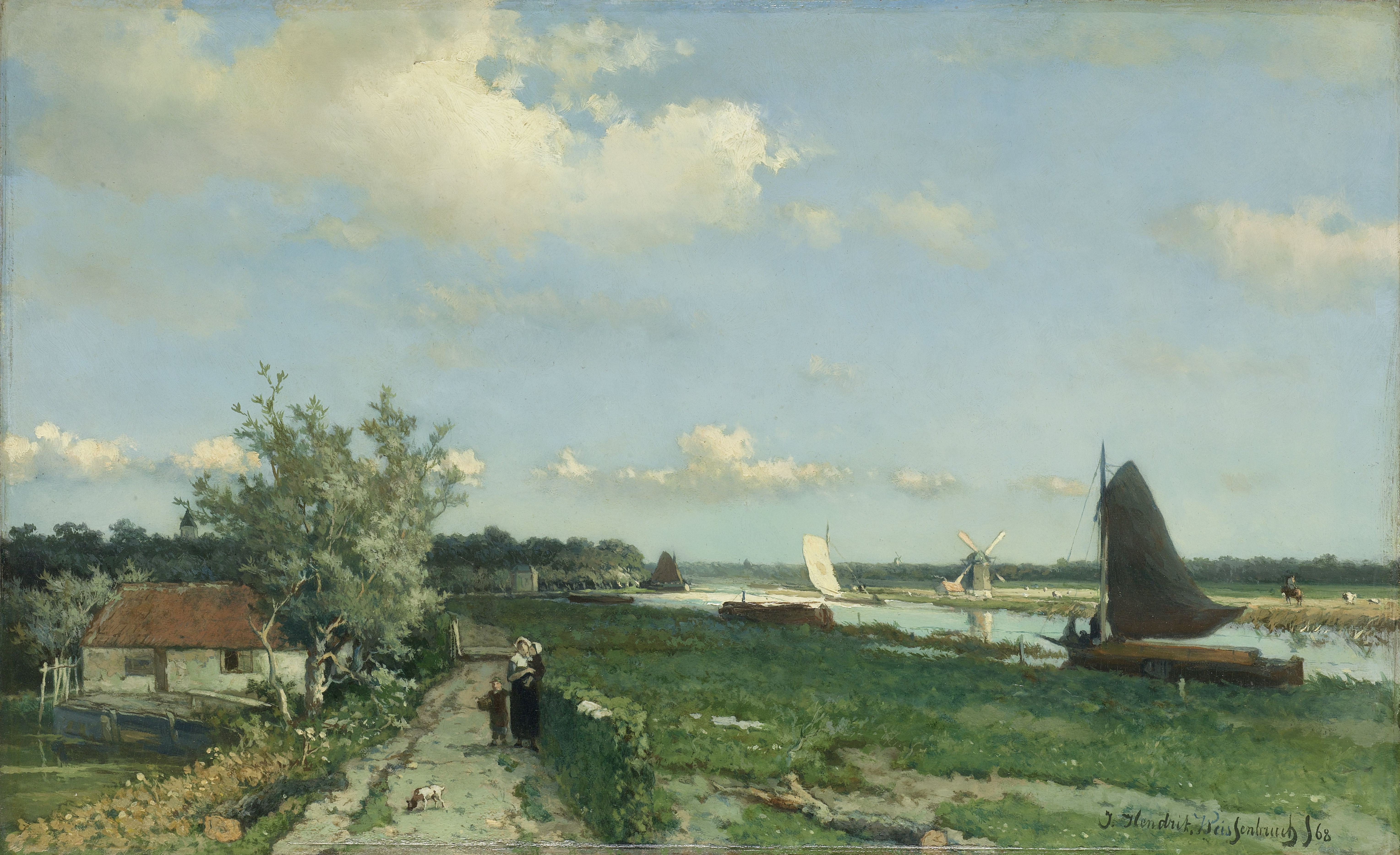
The Shipping Canal at Rijswijk, 1868, óleo no painel
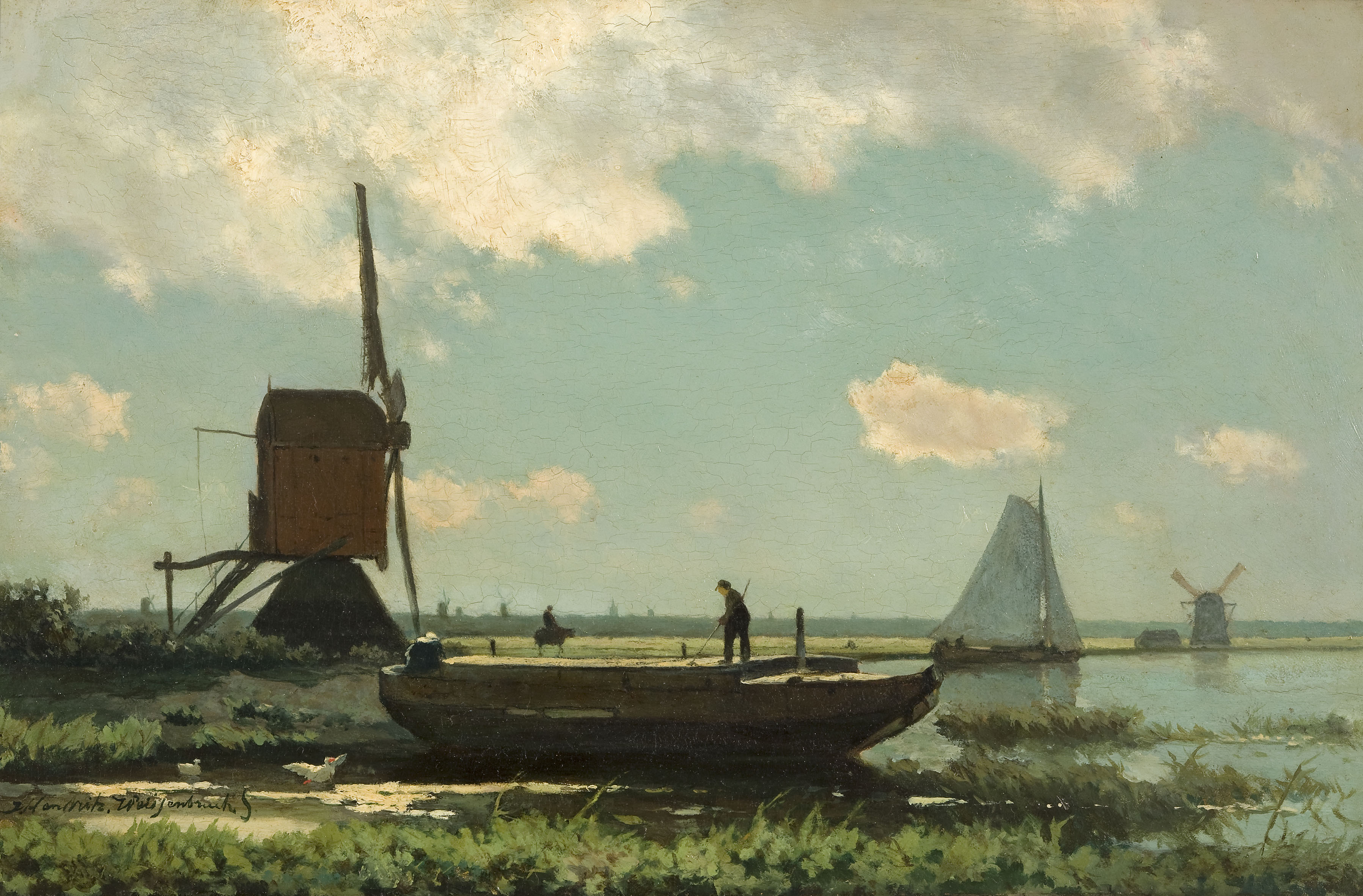
Polder Landscape with Camponês Punting a Boat, 1870, óleo no painel
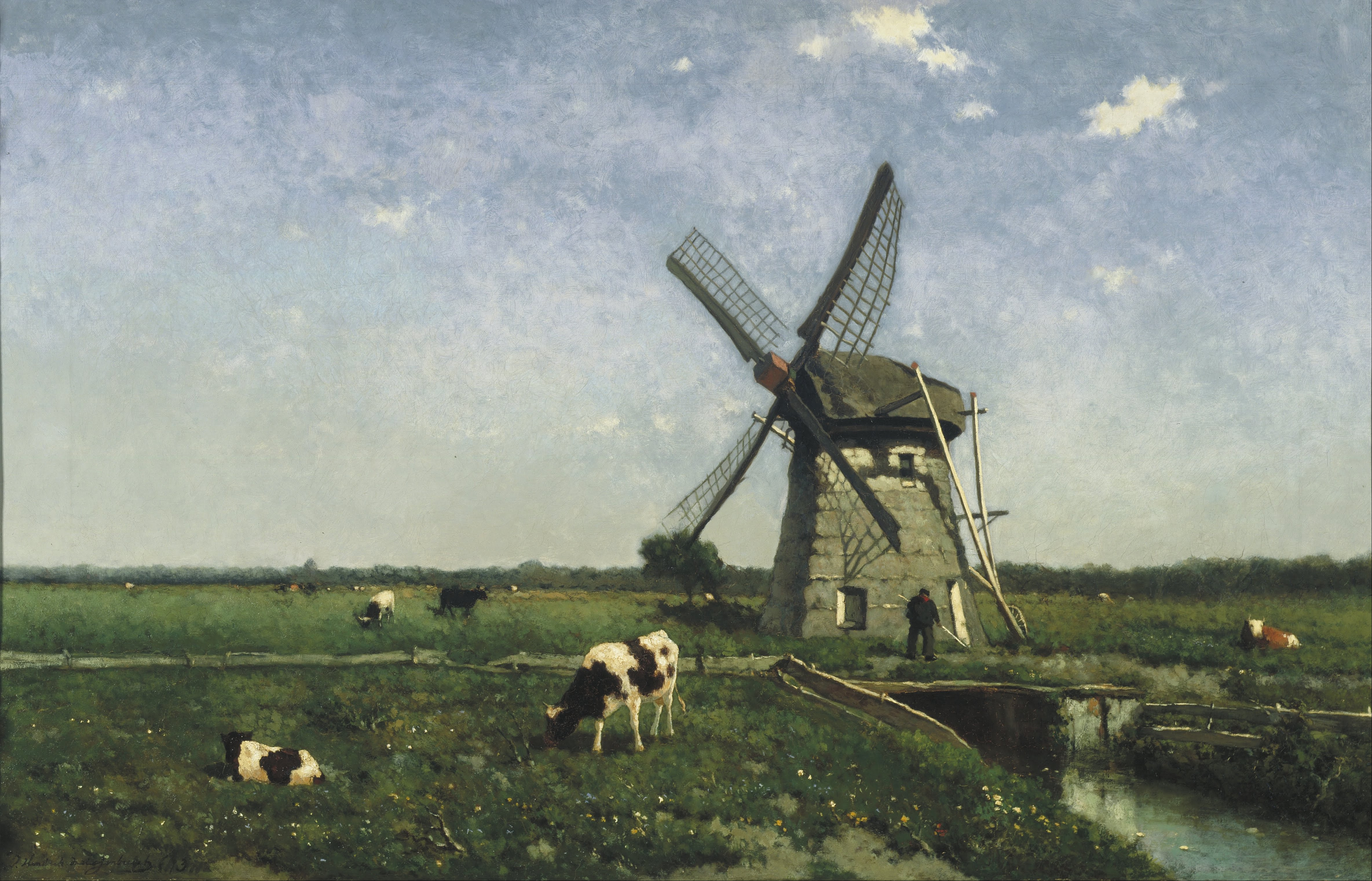
Paisagem com moinho perto de Schiedam, 1873, óleo sobre tela
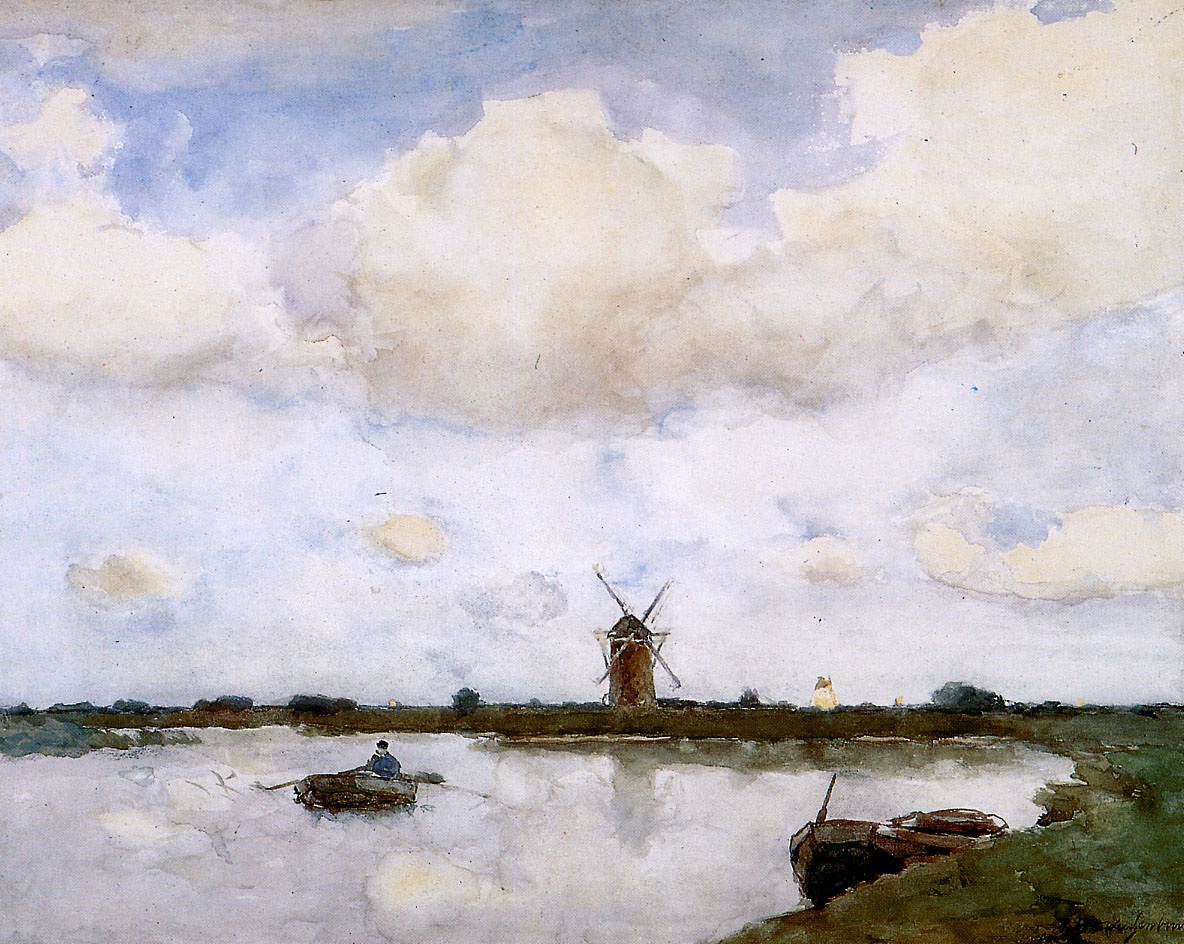
'Moinho no pólder', c. 1880, aquarela sobre papel
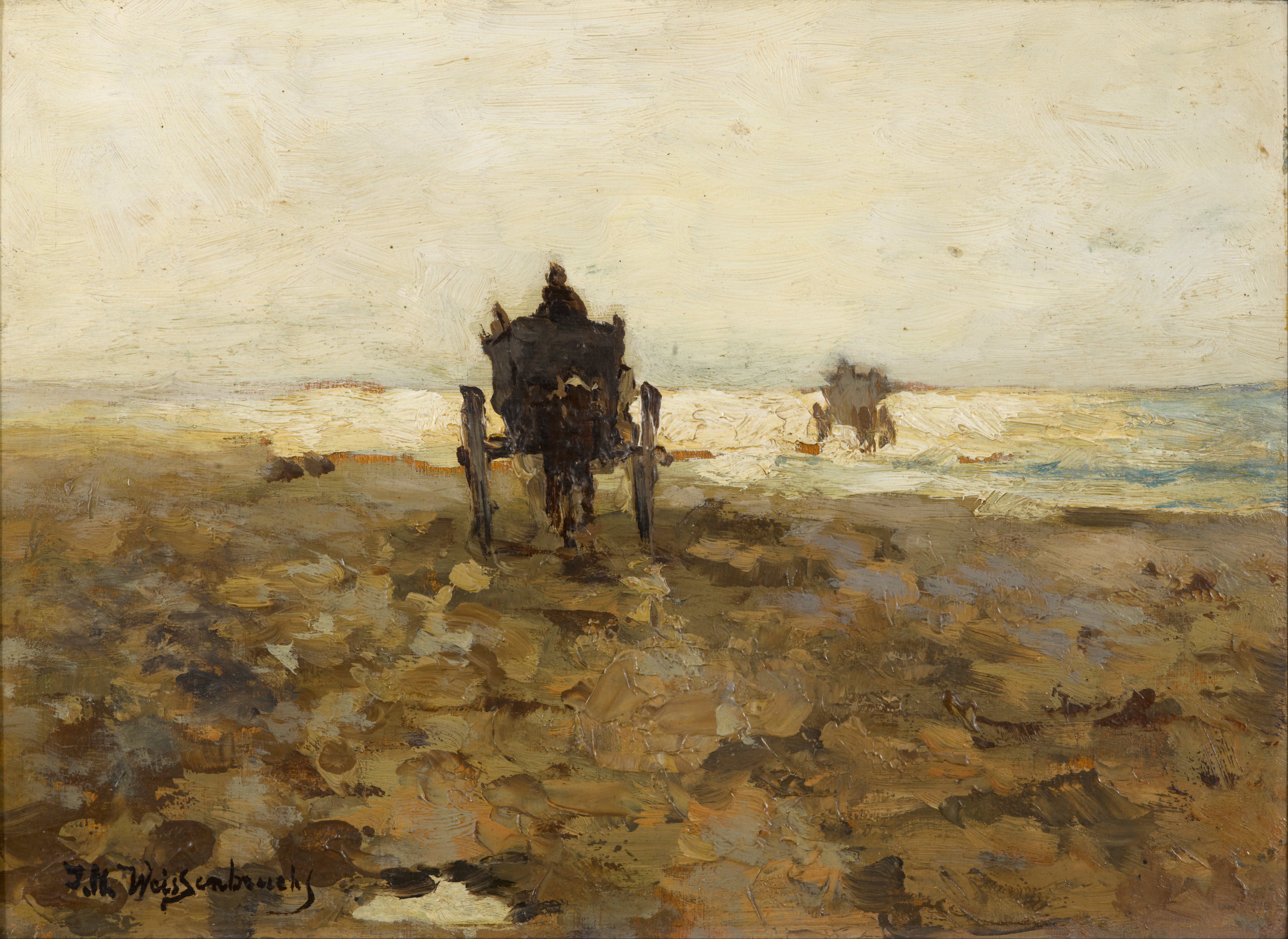
Carrinho de concha, c. 1890, óleo no painel
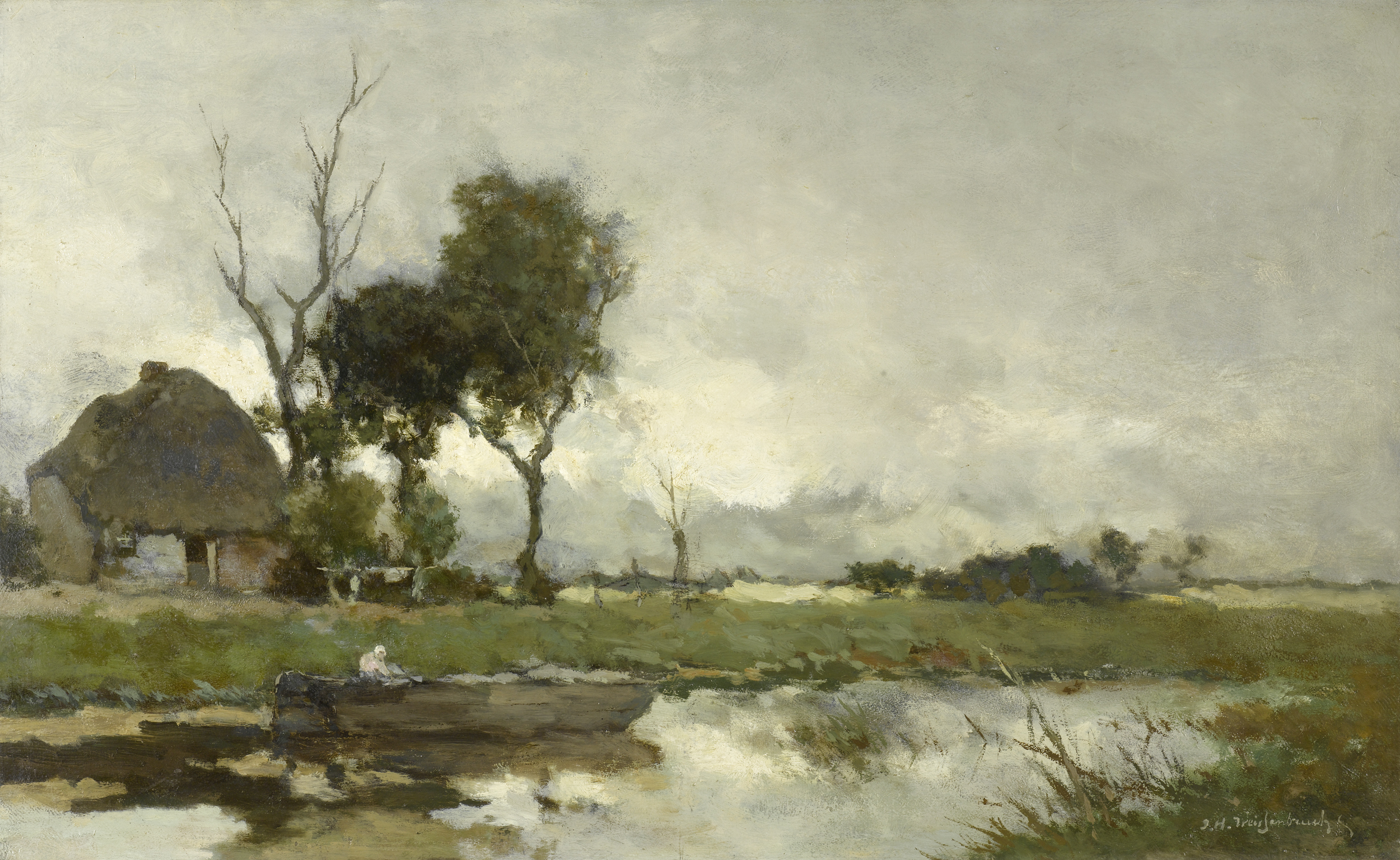
Paisagem de outono, c. 1880-1900, óleo sobre tela
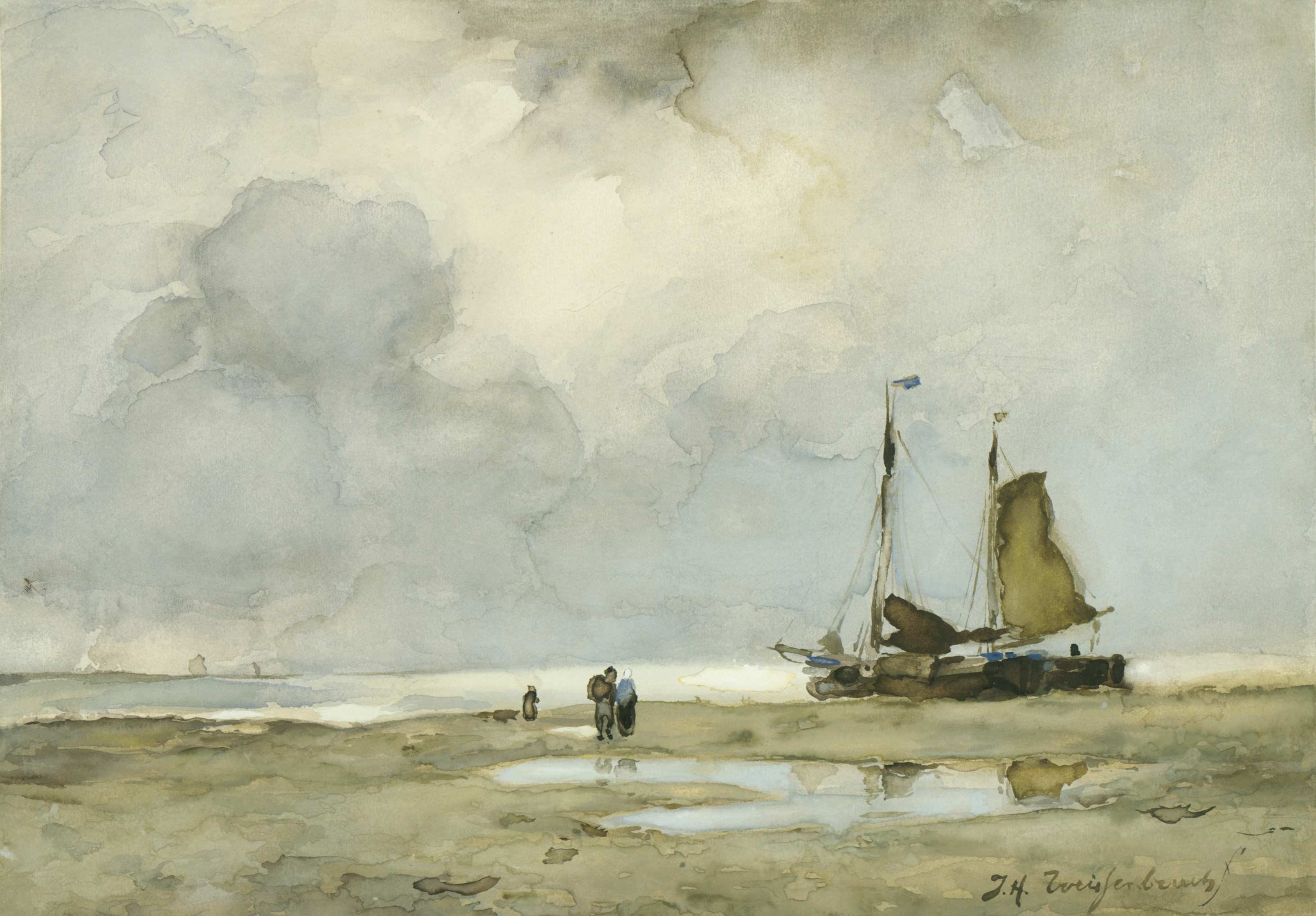
Beach Sight, 1895, aquarela sobre papel
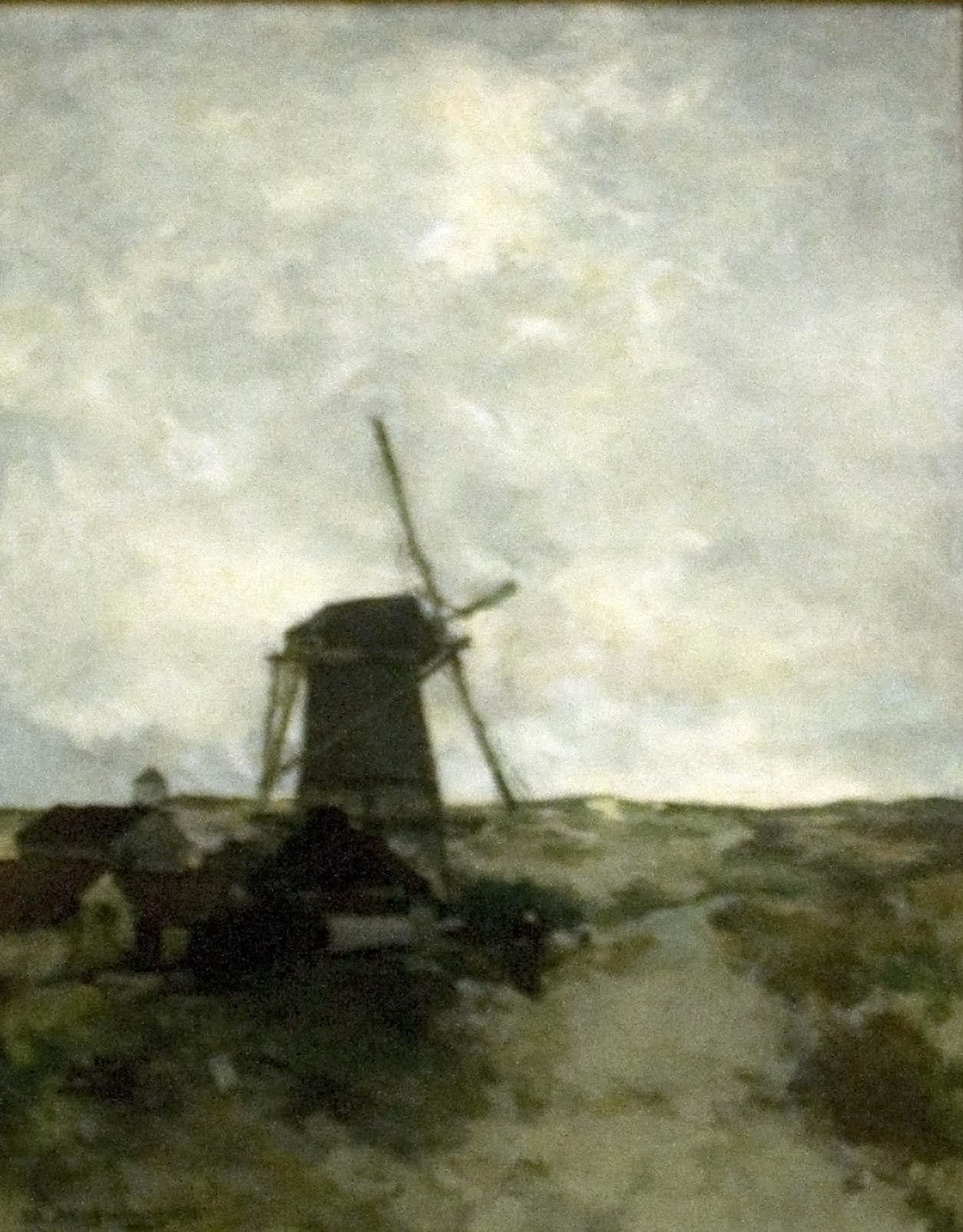
The Windmill, 1899, óleo sobre tela
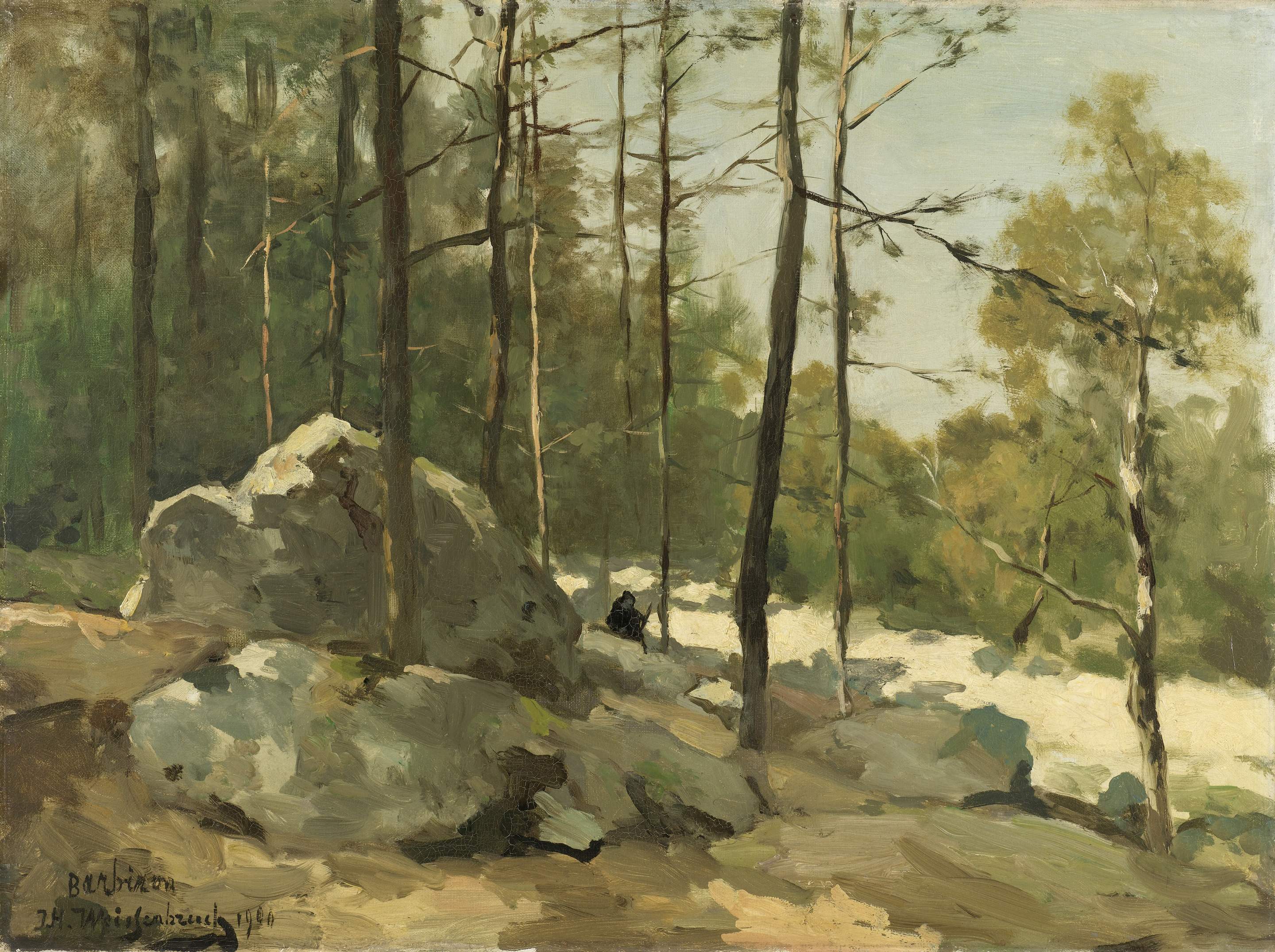
Forest View perto de Barbizon, 1900, óleo sobre tela